# Земнорей, Андрей Петрович
Андрей Петрович Земнорей (22.08.1903 — 1996) — советский учёный, в 1950—1964 гг. директор НИИ-244.
Родился в Одесской губернии.
Окончил Одесский политехнический институт (1928).
С 1931 г. работал в Остехбюро, с 1937 г. — в организованном на его базе НИИ-20. Участник разработки РЛС «Гнейс-2» — первой советской РЛС для авиации.
В 1950—1964 директор НИИ-20 (в марте 1954 г. переименован в Государственный союзный ордена Трудового Красного Знамени научно-исследовательский институт (НИИ-244) Министерства радиотехнической промышленности СССР).
Руководил разработкой РПС (радиосистемы передачи сообщений) и внедрением их в серийное производство.
Сталинская премия (1954).
Награждён орденами Трудового Красного Знамени (1956), «Знак Почёта» (1952), 4 медалями.
Умер в 1996 году в Москве.